# Enfants Terribles (kunstnerduo)
Enfants Terribles alias Nana ET Matvey  er en kunstnerduo, der består af Nana Rosenørn Holland Bastrup (Nana Bastrup) (født 1987 i København, Danmark) og Matvey Slavin (født 1987 i Leningrad - senere omdøbt til Sankt Petersborg, Rusland). Duoen Enfants Terribles blev grundlagt i Hamborg i 2012 og opkaldt efter deres installation af samme navn, som i maj 2012 blev vist på pladsen foran Hamburger Kunsthalle i Hamborg. Installationen var en hyldest til edderkoppeskulpturen Maman af Louise Bourgeois og bestod af seksten baby-edderkopper placeret rundt om Bourgeois´ skulptur.

## Biografi
Nana Bastrup og Matvey Slavin mødte hinanden som studenter på Hochschule für Bildende Künste i Hamborg og har siden realiseret en række fælles udstillinger og offentlige happeninger i Tyskland, Danmark og Østrig under navnet Enfants Terribles. I 2014-2015 fik de et års arbejdsstipendium i kunstnerhuset Meinersen af Stiftelsen Bösenberg. og i 2016 et arbejdsstipendium i kunstnerhuset i Cuxhaven. Siden 2015 arbejder kunstnerduoen i Berlin og København under navnet Nana ET Matvey.

## Værk
Bastrup und Slavin anvender forskellige teknikker og medier – tegning, maleri, collage, fototryk, skulptur og video. Nana Bastrups collager og kortvideoer omhandler konsum i dagens samfund. Matvey Slavin, den ekspressive-realistiske maler, kan som tegner samlignes med Jacques Callot med en bizar og satirisk figurverden. Enfants Terribles´ værk bygger på Dada-bevægelsen. Tabuer er en af de vigtigste temaer. I Hannover 2014 placerede kunstnerduoen syv små figurer kaldet Matveys med farvede hatte blandt Niki de Saint Phalles Nana-skulpturer. Hver Matvey var iscenesat i forskellige roller såsom en kritiker, en skeptiker og en besserwisser. Den performative installation blev realiseret ikke kun på grund af fornavnet af Nana (Bastrup), men også på grund af stridighederne om kunstskulpturerne i Hannover i 1970'erne. Duoen praktiserer en form for billedlig satire, der tager afsæt i traditionen fra kunstnerne Jacques Callot, William Hogarth eller George Grosz. I 2014 opfandt de en betegnelse, som de kalder Laufbilder. Udgangspunktet for Laufbilderne er fotomateriale fra tidligere udstillinger eller happeninger, som med inkjet bliver trykt på genbrugspapir. En videre bearbejdning af fotoet foretages af Nana Bastrup med collage og blyantstegninger af Matvey Slavin. Værket færdiggøres i digitaltryk på PVC presenninger med øjer. På billedernes sider ses farve- og grafitprøver. De trykte Laufbilder på presseninger bliver benævnt digitale Gobelins og kan minde om klassiske gobeliner. Kunstnerduoens motto er kunst er fodarbejde. Laufbilder (løbende billeder) genskaber udstillingssituationer, som Enfants Terribles har realiseret i fortiden. Værkerne behandler samfundsrelevante problemstillinger og reflekterer kritisk kunstmarkedet, kunstscenen, og den rolle, kunstnerne har i disse. Bastrup og Slavin forbinder deres kunstkarriere med symbolske elementer, forbindelser og groteske situationer. De agerende figurer, der forekommer i kunstnerduoens værker, hentes med inspiration fra deres personlige engagement i kunstscenen. Duoen viste 2016 i udstillingen Popdada i Berlin et udvalg af popdadaistiske værker: Laufbilder, Mauerwerke og Videoskulpturen Dadabarn, Lillebror 2014-2016 - den sortlakerede barnefigur sidder på en sokkel og holder i den ene hånd en skærm med videoen Popdada 2010-2016 foran sit ansigt. I den anden udstrakte hånd er en legetøjspistol, som barnet sigter med. Med udstillingen navngiver og grundlægger kunstnerne kunstbevægelsen Popdada (også Popdadaisme) - 100 år efter grundlæggelsen af Dada (også dadaismen). Hensigten med det popdadaistiske koncept er ikke at stille spørgsmålstegn ved den konventionelle verden og at parodiere, men på grund af sin banalitet og manipulation.

## Udstillinger og happeninger/installationer (udvalg)
- 2012:
  - Hamborg: Enfants Terribles, installation på pladsen foran Hamburger Kunsthalle[3]
  - Hamborg: Mensch und Ware, Altonaer Museum[15]
- 2013:
  - Berlin: Inszenierte Träume I/II, galleri Kurt im Hirsch[16]
  - Berlin: Inszenierte Träume II/II, galleri Kurt im Hirsch[16]
  - Roskilde: Viking Revival, galleri LABR[16]
- 2014:
  - Barsinghausen: Enfants Terribles - Kinder der Louise B., Kunstverein Barsinghausen e.V.[9]
  - Hannover: Syv Matveyer installation ved Nanaskulpturerne ved Leibnizufer[10]
  - Hamborg: Enfants Terribles - Laufbilder & Videoskulpturen, galleri Hengevoss-Dürkop[17]
- 2015:
  - Meinersen: Kribbel-Krabbel Künstlerhaus Meinersen [4]
  - Asnæs: Enfants Terribles Huset I Asnæs [4]
  - Cuxhaven: Wir sind soweit Hjemmeside af Künstlerhaus i Cuxhaven. [18]
  - Cuxhaven: Cuxhavener Kuriositäten Künstlerhaus i Cuxhaven [19]
  - Berlin: Popdada Galerie subjectobject [4]

## Gruppeudstillinger (udvalg)
- 2013
  - Berlin: KurtSalon Galerie Kurt im Hirsch [4]
- 2014
  - Kolding: Zimmer Frei med Søren Behncke, Nina Saunders og andre. Museet på Koldinghus [20]

## Interdisciplinære projekter og samarbejder
I et interdisciplinært projekt samarbejdede Matvey Slavin og Nana Bastrup som ENFANTS TERRIBLES og skabte de såkaldte Laufbilder som digitale gobeliner og videoskulpturer. Disse værker inspirerede koreografen Jessica Nupen til hendes performance-kunstværk ENFANTS TERRIBLES. I sin koreografi inkorporerede Nupen elementerne af Slavins dansende figurer og Bastrups bevægelseslinjer fra Laufbilderne i en danseperformance. Performancekunstværket blev fremført den 10. november 2014 i Galerie Hengevoss-Dürkop i Hamburg som en del af eigenarten Interkulturelles Festival 2014.

## Yderligere læsning
- Bräuning, Till (2012). Enfants Terribles. Hamburg: Bräuning Contemporary. ISBN 978-3-00-039981-7.

## Eksterne links
- Wikimedia Commons har flere filer relateret til Enfants Terribles (kunstnerduo)
- popdada.net' Arkiveret 24. september 2016 hos  Wayback Machine Popdada - webside af kunstnerduoen
- nanaetmatvey.com' Arkiveret 15. august 2015 hos  Wayback Machine Webside af kunstnerduoen
- ArtFacts.net - Enfants Terribles Arkiveret 21. januar 2016 hos  Wayback Machine